# Michael Savageau
Michael Antonio Savageau (Fargo, Dacota do Norte, 3 de dezembro de 1940) é um biólogo estadunidense. Trabalha com biologia sistêmica.

## Obras
- Biochemical Systems Analysis: A Study of Function and Design in Molecular Biology, Addison-Wesley 1976